# La Guéroulde
 La Guéroulde  là một xã thuộc tỉnh Eure trong vùng Normandie miền bắc nước Pháp.